# Хранопровод на Барет
Хранопроводът на Барет е усложнение на хроничната гастроезофагеалната рефлуксна болест (ГЕРБ), което се характеризира със заместването на плоскоклетъчния епител с интестиален метапластичен цилиндричен слой (характерен за червата). Хранопроводът на Барет е сигурна преканцероза с риск от развитие на аденокарцином на хранопровода. Състоянието може да обхваща къси (под 3 см) или дълги (над 3 см) сегменти от лигавицата. Характеристиките на двата типа се различават съществено. При засягане на дълъг сегмент, пациентите имат по-продължителни периоди на рефлукс, както и недостатъчност на долния езофагеален сфинктер.

## Рискови фактори
Факторите, криещи риск за развитие на състоянието са хиатална херния, гастродуоденален рефлукс с доказано наличие на жлъчка в езофага, забавен клирънс на хранопровода, недостатъчност на долния езофагеален сфинктер, ГЕРБ, ерозивен езофагит. Увреждането на езофареалния епител зависи от киселинността (pH) на рефлуксното съдържимо и от продължителността на контакта с лигавицата. Продължителният контакт и ниската киселинност на рефлуксното съдържимо, увеличават риска от ерозиране на лигавицата и поява на възпаления с краен резултат некроза на тъканта. Състоянието се наблюдава при хора над 55-годишна възраст, съотношението мъже-жени е 2:1. Рискът от поява на рак на хранопровода, вследствие от хранопровод на Барет, варира от 1% до 20% при налична дисплазия на хранопровода, като около 70% от тях са аденокарциноми. Дисплазията представлява наличието на злокачествени клетки само в мукозната тъкан, които не нахлуват в околните тъкани и не дават метастази в далечни тъкани. Дисплазията може да бъде нискостепенна и напреднала, като последната крие висок риск за малигнизация (развитие на рак).

## Признаци и симптоми
Симптомите при хранопровод на Барет се припокриват с тези при ГЕРБ – връщане на стомашни киселини към хранопровода, дисфагия, но може да липсва клинична симптоматика.

## Изследвания
Основен метод за доказване на хранопровод на Барет е горната биопсия с взимане на материал за хистологично изследване. Отличителният хистологичен знак при биопсия е наличието на специализирана инстестинална метаплазия (СИМ), независимо от локализацията, което означава, че състоянието е преканцероза.
За откриване на неопластичен и метапластичен епител се вземат мукозни биопсични проби за хистологично изследване. Правят се множество биопсии от всички ендоскопски видими лезии. При визуализиране на съмнителен за дислазия и аденокарцином епител, той може да бъде подложен на ендоскопска ултрасонография с цел изследване на резектабилността му. Друг метод за откриване на Баретов хранопровод е едноскопска ехография, която не е достъпна в България на този етап.

## Лечение

### Медикаментозно
Медикаментозното лечение на Баретов хранопровод включва стандартната терапия при хроничен гастроезофагит – Н2-блокери, антиациди. Най-добър резултат при овладяването на клиничната симптоматика и увеличената киселинна секреция се постига с инхибиторите на протонната помпа (ИПП) като омепразол и езомепразол. Това лечение повлиява единствено върху симптоматиката, но не влияе върху вече настъпили дисплазии на лигавицата на хранопровода.

### Хирургично
Антирефлуксната хирургия като фундопликация по Нисен може да повлияе върху клиничната картина на ГЕРБ, но няма да повлияе на вече настъпили дисплазии и метаплазии на лигавицата. При наличие на високостепенна дисплазия на лигавицата на хранопровода се налага едноскопска аблация или резекция на засегнатия участък.

## Прогноза
При нискостепенна дисплазия може да се постигне забавяне или спиране на прогресирането само с медикаменти като ИПП или антиациди, но при високостепенна дисплазия рискът от развитие на аденокарцином на хранопровода е около 20%.